# 108382 Каренцілевіц
108382 Каренцілевіц (108382 Karencilevitz) — астероїд головного поясу, відкритий 18 травня 2001 року.
Тіссеранів параметр щодо Юпітера — 3,275.